# کوه بوگد خان
کوه بوگد خان (به لاتین: Bogd Khan Mountain) یک کوه در مغولستان است که در اولان‌باتور واقع شده‌است. کوه بوگد خان ۲٬۲۶۱ متر بالاتر از سطح دریا واقع شده‌است.